# Ваоська сільська рада
Ва́оська сільська рада (ест. Vao külanõukogu, рос. Ваоский сельский совет) — сільська рада в Естонській РСР, адміністративно-територіальна одиниця в складі повіту Ярвамаа (1945—1950) та Пайдеського району (1950—1960).

## Населені пункти
Адміністративний центр — село Вао (Vao küla), що розташовувалося на відстані 28 км на північний схід від міста Пайде.

## Землекористування
1954 року в межах території сільради землями користувалися колгоспи ім. М. І. Калініна, «Авангард» («Avangard»), «Вао» («Vao») та «Леек» («Полум'я», «Leek»).

## Історія
8 серпня 1945 року на території волості Вяйньярве в Ярваському повіті утворена Ваоська сільська рада з центром у селі Вао. 
26 вересня 1950 року, після скасування в Естонській РСР повітового та волосного поділу, сільська рада ввійшла до складу новоутвореного Пайдеського сільського району.
17 червня 1954 року в процесі укрупнення сільських рад Естонської РСР територія Ваоської сільради збільшилася на півдні внаслідок приєднання земель ліквідованої Абаяської сільської ради.
3 вересня 1960 року Ваоська сільська рада ліквідована. Її східна частина (землі колгоспу «Вао» та радгоспів «Удева» та «Війзу») відійшла до Коеруської, а західна (територія колгоспу імені Калініна) — до Еснаської сільради.